# Station Mogielnica
Station Mogielnica is een spoorwegstation in de Poolse plaats Mogielnica.